# Washington Capitals
Washington Capitals är en amerikansk ishockeyorganisation vars lag är baserat i Washington, D.C. och som har varit medlemsorganisation i National Hockey League (NHL) sedan den
8 juni 1972, de kom dock till spel till säsongen 1974–1975. Hemmaarenan är Capital One Arena och invigdes i december 1997 som MCI Center. Laget spelar i Metropolitan Division tillsammans med Carolina Hurricanes, Columbus Blue Jackets, New Jersey Devils, New York Islanders, New York Rangers, Philadelphia Flyers och Pittsburgh Penguins.
Capitals har vunnit Stanley Cup för säsongen 2017–2018. De har haft en del namnkunniga spelare genom åren som bland andra Jaromír Jágr, Mike Gartner, Peter Bondra, Dale Hunter, Adam Oates, Calle Johansson, Scott Stevens, Olaf Kölzig, Sergej Gontjar, Dino Ciccarelli, Bengt-Åke Gustafsson, Michael Nylander och Ulf Dahlén.

## Historia

### Stanley Cup-spel

#### 1970-talet
- 1975 – Missade slutspel.
- 1979 – Missade slutspel.

#### 1980-talet
- 1980 – Missade slutspel.
- 1989 – Förlorade i första ronden mot Philadelphia Flyers med 2–4 i matcher.

#### 1990-talet
- 1990 – Förlorade i tredje ronden mot Boston Bruins med 0–4 i matcher.
- 1999 – Missade slutspel.

#### 2000-talet
- 2000 – Förlorade i första ronden mot Pittsburgh Penguins med 1–4 i matcher.
- 2009 – Förlorade i andra ronden mot Pittsburgh Penguins med 3–4 i matcher.

#### 2010-talet
- 2010 – Förlorade i första ronden mot Montreal Canadiens med 3–4 i matcher.
- 2017 – Förlorade i andra ronden mot Pittsburgh Penguins med 3–4 i matcher.
- 2018 – Vann finalen mot Vegas Golden Knights med 4–1 i matcher.
  - Jay Beagle, Madison Bowey, Travis Boyd, André Burakovsky, Nicklas Bäckström, John Carlson, Alex Chiasson, Brett Connolly, Christian Djoos, Lars Eller, Shane Gersich, Philipp Grubauer, Braden Holtby, Jakub Jeřábek, Michal Kempný, Jevgenij Kuznetsov, Matt Niskanen, Dmitrij Orlov, Brooks Orpik, T.J. Oshie, Aleksandr Ovetjkin (C), Devante Smith-Pelly, Chandler Stephenson, Jakub Vrána, Nathan Walker & Tom Wilson – Barry Trotz
- 2019 – Förlorade i första ronden mot Carolina Hurricanes med 3–4 i matcher.

#### 2020-talet
- 2020 – Förlorade i första ronden mot New York Islanders med 1–4 i matcher.
- 2025 – Förlorade i andra ronden mot Carolina Hurricanes med 1–4 i matcher.

Spelare med kursiv stil fick inte sina namn ingraverade på Stanley Cup-pokalen.

## Nuvarande spelartrupp

### Spelartruppen 2025/2026
Senast uppdaterad: 8 juli 2025.

Alla spelare som har kontrakt med Washington Capitals och har spelat för dem under aktuell säsong listas i spelartruppen. Spelarnas löner är i amerikanska dollar och är vad de skulle få ut om de vore i NHL-truppen under hela grundserien (oktober–april). Löner i kursiv stil är ej bekräftade.
| Målvakter                                                                                     | Målvakter | Målvakter                      | Målvakter           | Målvakter   | Målvakter | Målvakter | Målvakter      | Målvakter                | Målvakter | Målvakter |
| Nr                                                                                            |           | Namn                           | Namn                | Lön 25/26   |           | Kontrakt  | Kom till laget | Kom ifrån                |           |           |
| --------------------------------------------------------------------------------------------- | --------- | ------------------------------ | ------------------- | ----------- | --------- | --------- | -------------- | ------------------------ | --------- | --------- |
| 33                                                                                            | Kanada    | Clay Stevenson                 | Clay Stevenson      | $775 000    | [ 9 ]     | 2027      | 2025           | Hershey Bears            |           |           |
| 48                                                                                            | Kanada    | Logan Thompson                 | Logan Thompson      | $7 000 000  | [ 10 ]    | 2031      | 2024           | Vegas Golden Knights     |           |           |
| 79                                                                                            | USA       | Charlie Lindgren               | Charlie Lindgren    | $3 500 000  | [ 11 ]    | 2028      | 2022           | Springfield Thunderbirds |           |           |
| 80                                                                                            | Kanada    | Garin Bjorklund                | Garin Bjorklund     | $775 000    | [ 12 ]    | 2026      | 2022           | Medicine Hat Tigers      |           |           |
| Backar                                                                                        |           |                                |                     |             |           |           |                |                          |           |           |
| Nr                                                                                            |           | Namn                           | Namn                | Lön 25/26   |           | Kontrakt  | Kom till laget | Kom ifrån                |           |           |
| 2                                                                                             | Kanada    | Vincent Iorio                  | Vincent Iorio       | $800 000    | [ 13 ]    | 2026      | 2024           | Hershey Bears            |           |           |
| 3                                                                                             | USA       | Matt Roy                       | Matt Roy            | $6 750 000  | [ 14 ]    | 2030      | 2024           | Los Angeles Kings        |           |           |
| 6                                                                                             | Kanada    | Jakob Chychrun                 | Jakob Chychrun      | $11 000 000 | [ 15 ]    | 2033      | 2024           | Ottawa Senators          |           |           |
| 38                                                                                            | Sverige   | Rasmus Sandin                  | Rasmus Sandin       | $5 000 000  | [ 16 ]    | 2029      | 2023           | Toronto Maple Leafs      |           |           |
| 42                                                                                            | Slovakien | Martin Fehérváry               | Martin Fehérváry    | $2 075 000  | [ 17 ]    | 2033      | 2019           | HV71                     |           |           |
| 52                                                                                            | Kanada    | Dylan McIlrath                 | Dylan McIlrath      | $800 000    | [ 18 ]    | 2027      | 2024           | Hershey Bears            |           |           |
| 54                                                                                            | Kanada    | Cam Allen                      | Cam Allen           | $870 000    | [ 19 ]    | 2028      | 2024           | Guelph Storm             |           |           |
| 57                                                                                            | USA       | Trevor van Riemsdyk            | Trevor van Riemsdyk | $2 250 000  | [ 20 ]    | 2026      | 2020           | Carolina Hurricanes      |           |           |
| 74                                                                                            | USA       | John Carlson − A               | John Carlson − A    | $6 000 000  | [ 21 ]    | 2026      | 2010           | Hershey Bears            |           |           |
| --                                                                                            | USA       | Louie Belpedio                 | Louie Belpedio      | $775 000    | [ 22 ]    | 2027      | 2025           | Lehigh Valley Phantoms   |           |           |
| --                                                                                            | USA       | Ryan Chesley                   | Ryan Chesley        | $870 000    | [ 23 ]    | 2028      | 2025           | Hershey Bears            |           |           |
| --                                                                                            | Kanada    | Declan Chisholm                | Declan Chisholm     | $1 600 000  | [ 24 ]    | 2027      | 2025           | Minnesota Wild           |           |           |
| --                                                                                            | Kanada    | David Gucciardi                | David Gucciardi     | $855 000    | [ 25 ]    | 2027      | 2025           | Michigan State Spartans  |           |           |
| --                                                                                            | Schweiz   | Leon Muggli                    | Leon Muggli         | $872 500    | [ 26 ]    | 2028      | 2024           | EV Zug                   |           |           |
| --                                                                                            | Sverige   | Calle Rosén                    | Calle Rosén         | $775 000    | [ 27 ]    | 2026      | 2025           | Colorado Eagles          |           |           |
| Forwards                                                                                      |           |                                |                     |             |           |           |                |                          |           |           |
| Nr                                                                                            |           | Namn                           | Pos                 | Lön 25/26   |           | Kontrakt  | Kom till laget | Kom ifrån                |           |           |
| 8                                                                                             | Ryssland  | Aleksandr Ovetjkin1 − 2004 − C | VF                  | $9 000 000  | [ 28 ]    | 2026      | 2005           | HK Dynamo Moskva         |           |           |
| 9                                                                                             | USA       | Ryan Leonard                   | C                   | $950 000    | [ 29 ]    | 2027      | 2025           | Boston College Eagles    |           |           |
| 14                                                                                            | Sverige   | Alexander Suzdalev             | VF                  | $775 000    | [ 30 ]    | 2027      | 2024           | Saskatoon Blades         |           |           |
| 15                                                                                            | USA       | Sonny Milano                   | VF/HF               | $1 450 000  | [ 31 ]    | 2026      | 2022           | Hershey Bears            |           |           |
| 17                                                                                            | Kanada    | Dylan Strome                   | C                   | $4 500 000  | [ 32 ]    | 2028      | 2022           | Chicago Blackhawks       |           |           |
| 21                                                                                            | Belarus   | Aljaksej Protas                | YF/C                | $3 750 000  | [ 33 ]    | 2029      | 2023           | Hershey Bears            |           |           |
| 22                                                                                            | USA       | Brandon Duhaime                | HF/VF               | $1 700 000  | [ 34 ]    | 2026      | 2024           | Colorado Avalanche       |           |           |
| 24                                                                                            | Kanada    | Connor McMichael               | VF/C                | $2 100 000  | [ 35 ]    | 2026      | 2021           | Hershey Bears            |           |           |
| 26                                                                                            | USA       | Nic Dowd                       | C                   | $3 000 000  | [ 36 ]    | 2027      | 2018           | Vancouver Canucks        |           |           |
| 28                                                                                            | Kanada    | Andrew Cristall                | VF                  | $870 000    | [ 37 ]    | 2028      | 2023           | Kelowna Rockets          |           |           |
| 29                                                                                            | Kanada    | Hendrix Lapierre               | C                   | $850 000    | [ 38 ]    | 2026      | 2024           | Hershey Bears            |           |           |
| 43                                                                                            | Kanada    | Tom Wilson − A                 | HF                  | $7 500 000  | [ 39 ]    | 2031      | 2014           | Hershey Bears            |           |           |
| 53                                                                                            | USA       | Ethen Frank                    | HF/C                | $775 000    | [ 40 ]    | 2026      | 2025           | Hershey Bears            |           |           |
| 58                                                                                            | Kanada    | Henrik Rybinski                | HF                  | $775 000    | [ 41 ]    | 2026      | 2022           | Seattle Thunderbirds     |           |           |
| 63                                                                                            | Ryssland  | Ivan Mirosjnitjenko            | VF                  | $950 000    | [ 42 ]    | 2026      | 2024           | Hershey Bears            |           |           |
| 72                                                                                            | Kanada    | Anthony Beauvillier            | HF/VF               | $3 125 000  | [ 43 ]    | 2027      | 2025           | Pittsburgh Penguins      |           |           |
| 80                                                                                            | Kanada    | Pierre-Luc Dubois              | C                   | $11 350 000 | [ 44 ]    | 2031      | 2024           | Los Angeles Kings        |           |           |
| 84                                                                                            | Kanada    | Ryan Hofer                     | C                   | $845 000    | [ 45 ]    | 2026      | 2023           | Kamloops Blazers         |           |           |
| 85                                                                                            | Sverige   | Ludwig Persson                 | VF/C                | $775 000    | [ 46 ]    | 2027      | 2024           | Iisalmen Peli-Karhut     |           |           |
| 88                                                                                            | Ryssland  | Bogdan Trinejev                | HF                  | $775 000    | [ 47 ]    | 2026      | 2023           | HK Dynamo Moskva         |           |           |
| --                                                                                            | Kanada    | Graeme Clarke                  | HF                  | $775 000    | [ 48 ]    | 2026      | 2025           | Iowa Wild                |           |           |
| --                                                                                            | Kanada    | Zac Funk                       | VF/HF               | $895 000    | [ 49 ]    | 2027      | 2024           | Prince George Cougars    |           |           |
| --                                                                                            | Sverige   | Milton Gästrin                 | C/VF                | $975 000    | [ 50 ]    | 2028      | 2025           | Modo Hockey              |           |           |
| --                                                                                            | Kanada    | Lynden Lakovic                 | VF/HF               | $975 000    | [ 51 ]    | 2028      | 2025           | Moose Jaw Warriors       |           |           |
| --                                                                                            | Lettland  | Ēriks Mateiko                  | VF                  | $872 500    | [ 52 ]    | 2028      | 2024           | Saint John Sea Dogs      |           |           |
| --                                                                                            | Kanada    | Terik Parascak                 | HF                  | $975 000    | [ 53 ]    | 2028      | 2024           | Prince George Cougars    |           |           |
| --                                                                                            | Belarus   | Illja Protas                   | VF                  | $872 500    | [ 54 ]    | 2028      | 2024           | Des Moines Buccaneers    |           |           |
| --                                                                                            | Kanada    | Sheldon Rempal                 | HF/VF               | $775 000    | [ 55 ]    | 2026      | 2025           | Salavat Julajev Ufa      |           |           |
| --                                                                                            | Kanada    | Spencer Smallman               | HF                  | $775 000    | [ 56 ]    | 2027      | 2024           | Colorado Eagles          |           |           |
| --                                                                                            | Kanada    | Justin Sourdif                 | HF/C                | $800 000    | [ 57 ]    | 2027      | 2025           | Charlotte Checkers       |           |           |
| --                                                                                            | Kanada    | Patrick Thomas                 | C                   | $870 000    | [ 58 ]    | 2028      | 2025           | Brantford Bulldogs       |           |           |
| Positioner: C – HF – VF – YF \| C = Lagkapten; A = Assisterande lagkapten \| = Långtidsskadad |           |                                |                     |             |           |           |                |                          |           |           |

#### Spelargalleri

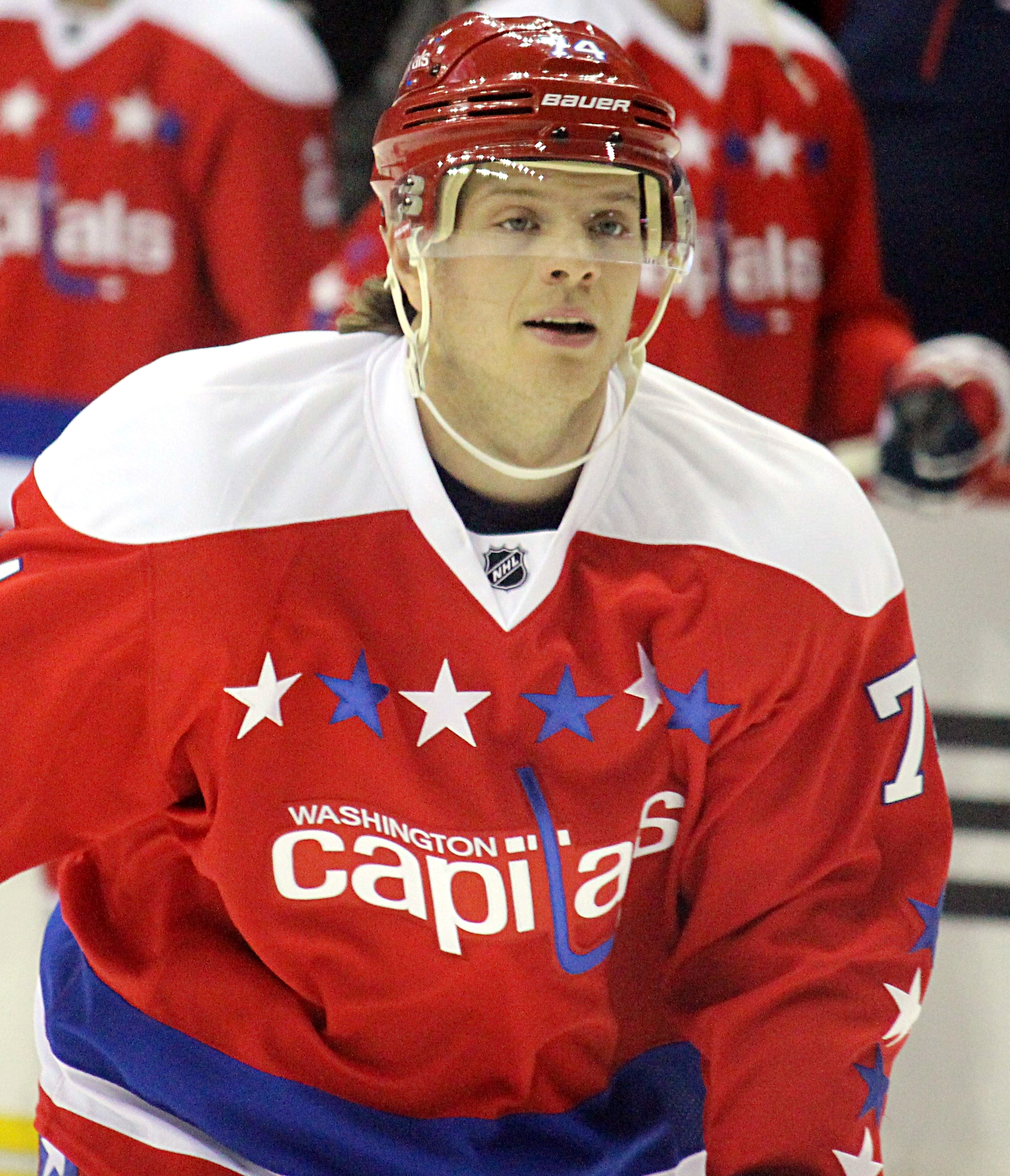
John Carlson
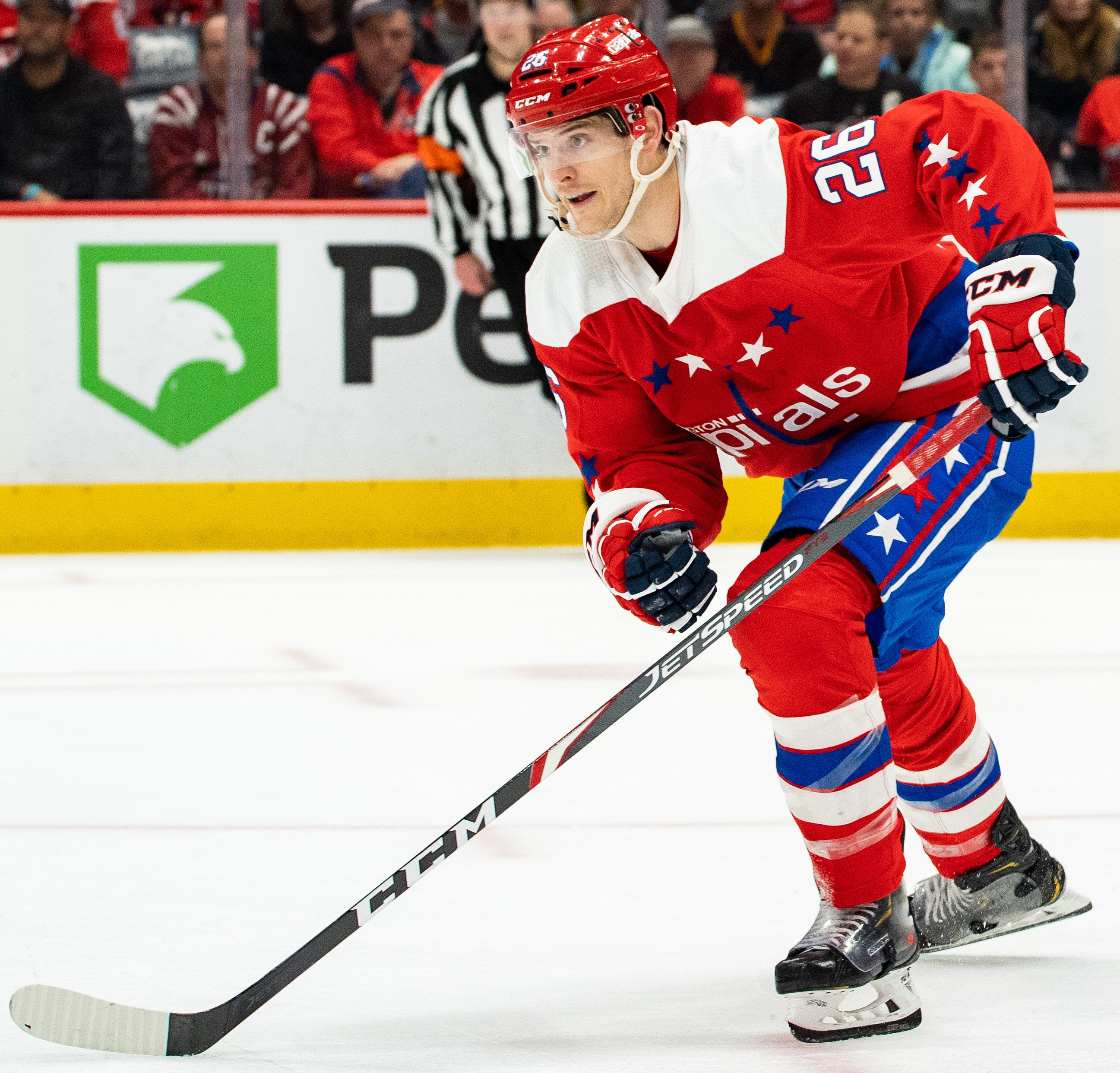
Nic Dowd
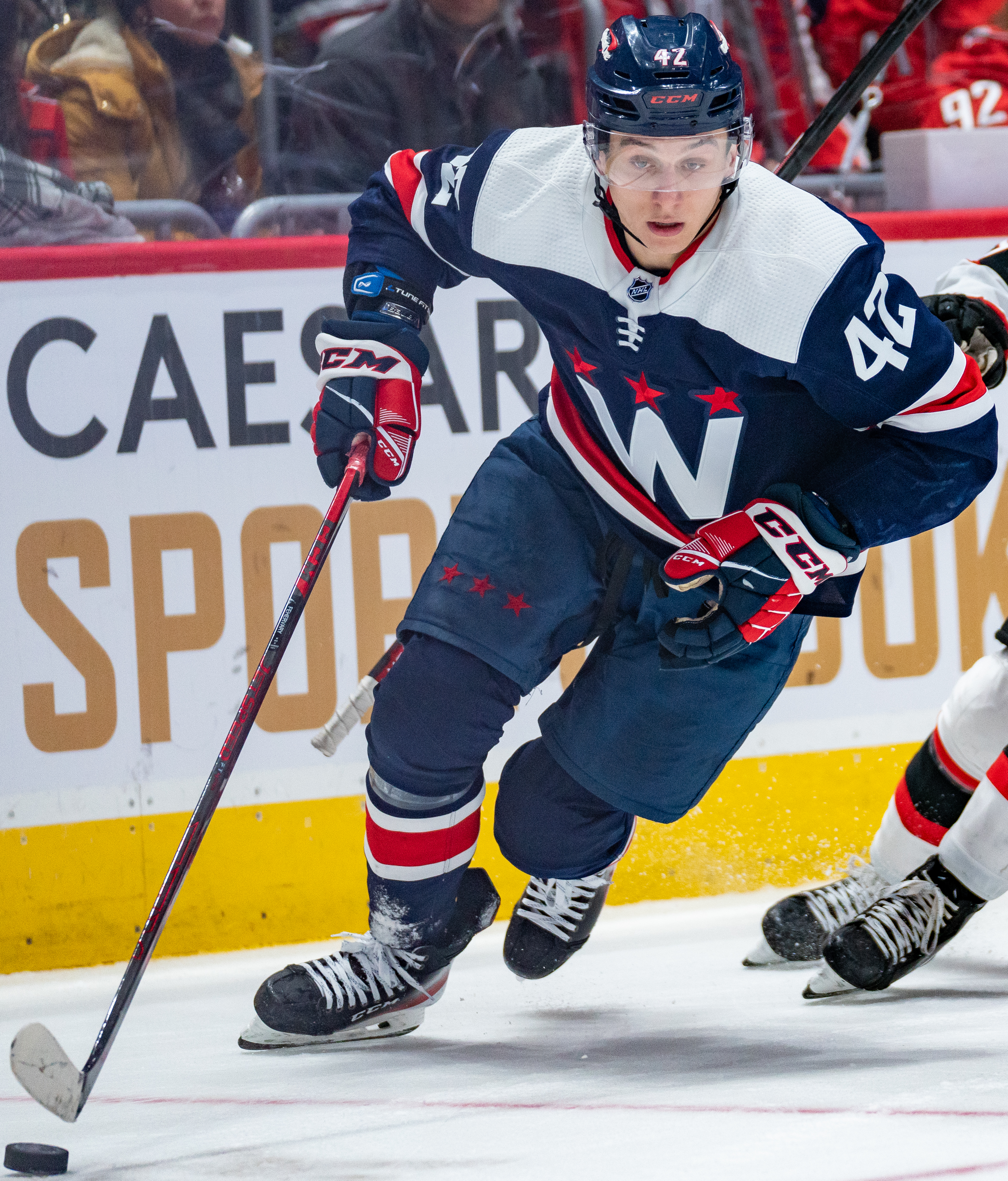
Martin Fehérváry
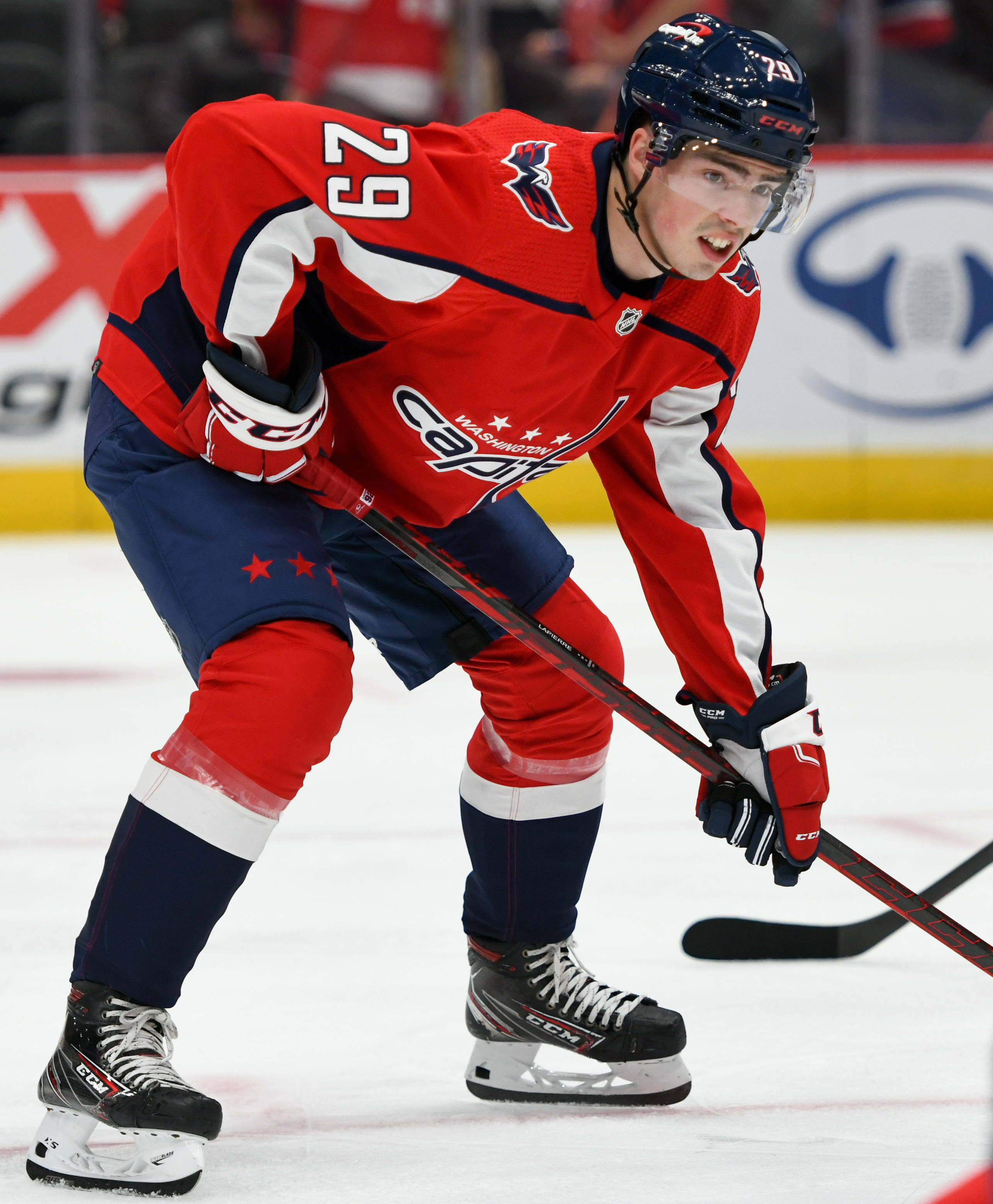
Hendrix Lapierre
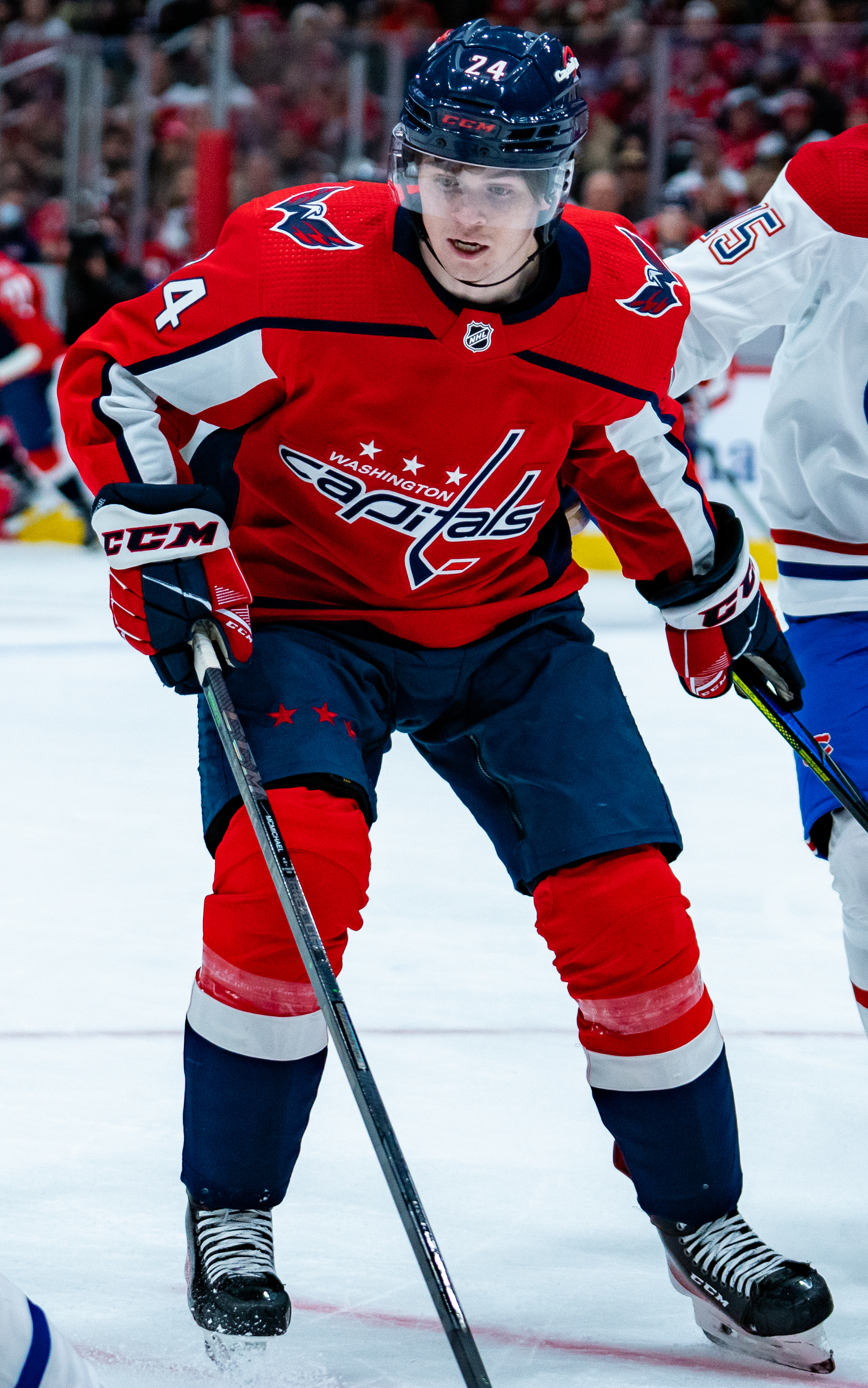
Connor McMichael
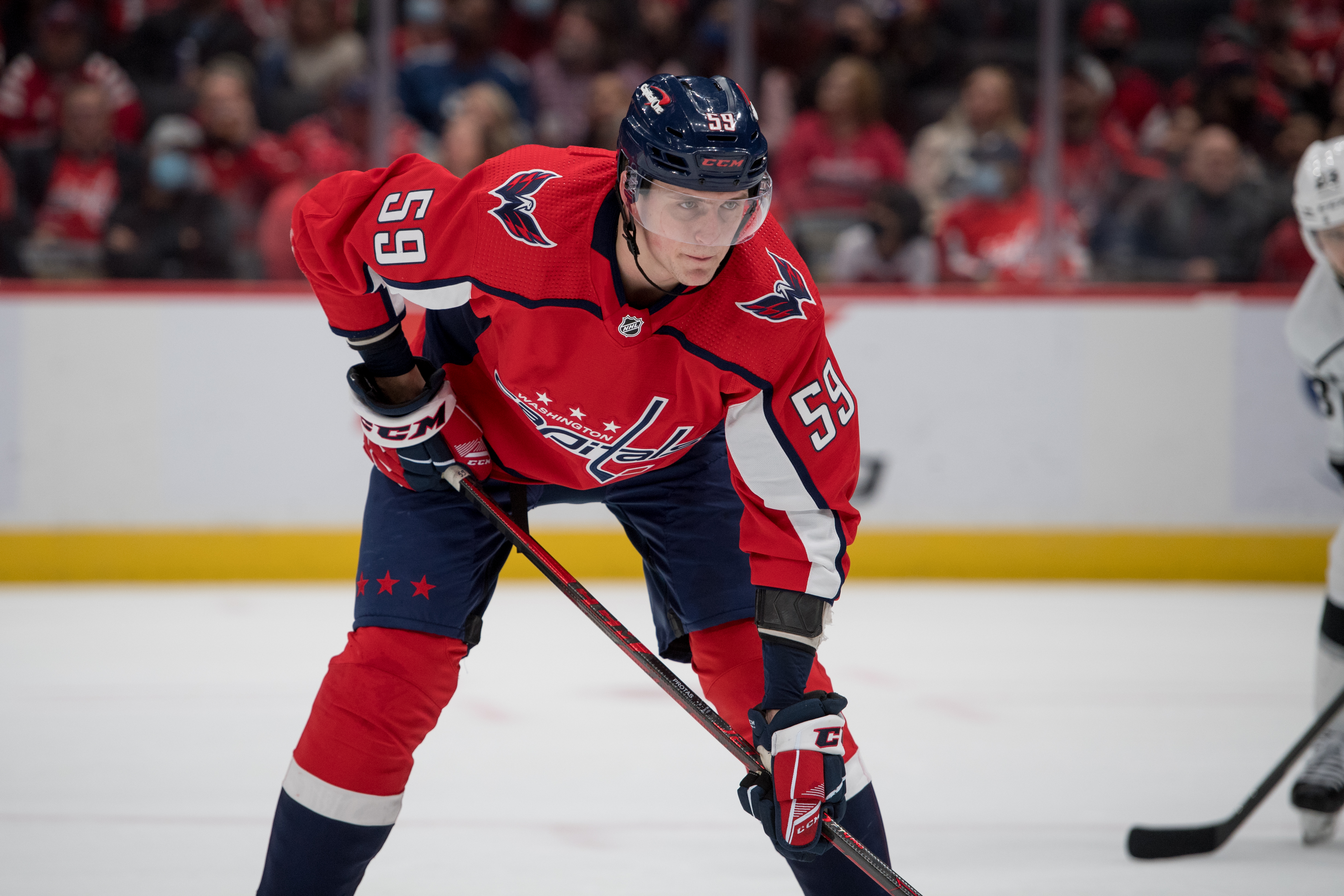
Aljaksej Protas
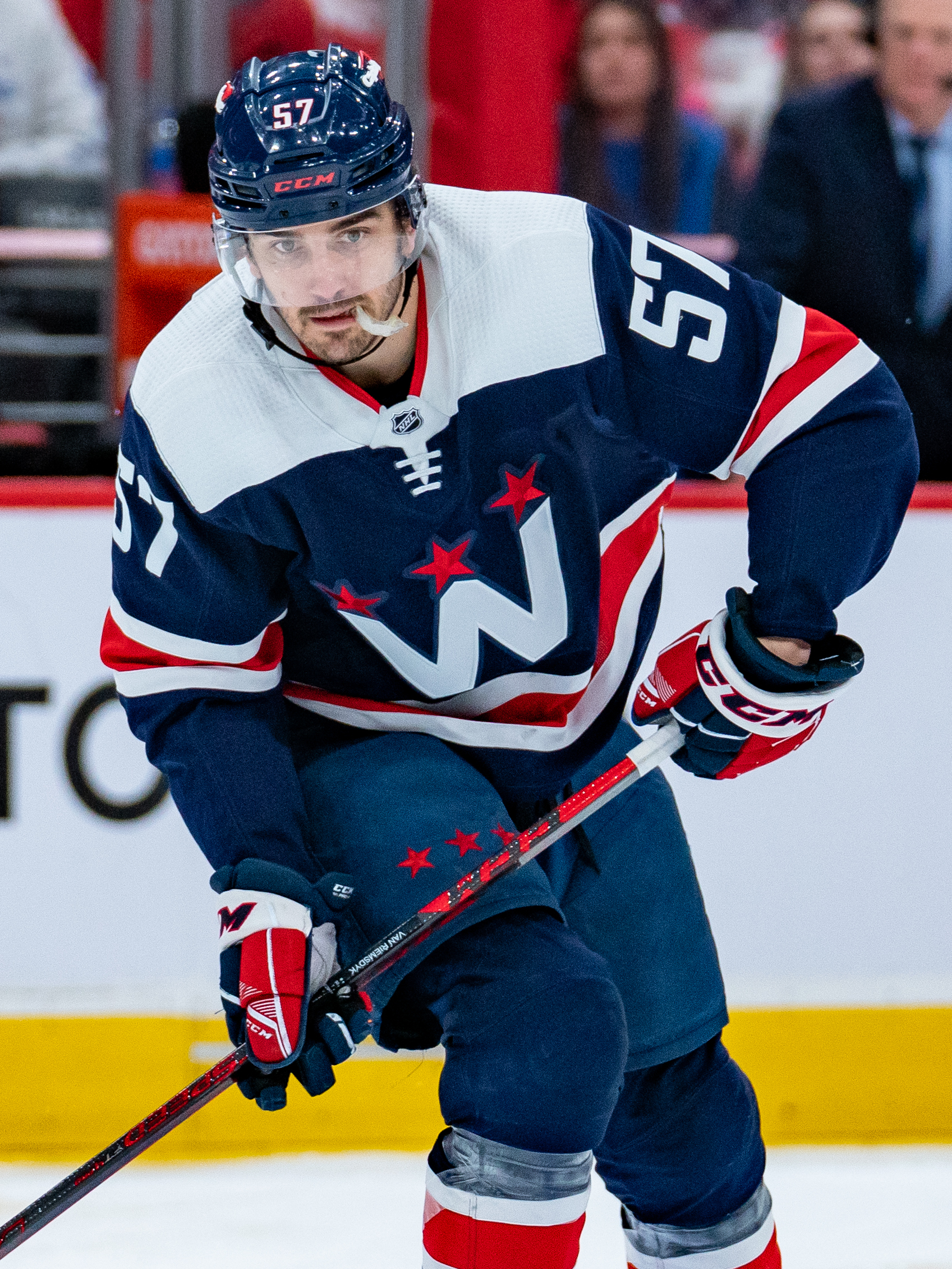
Trevor van Riemsdyk
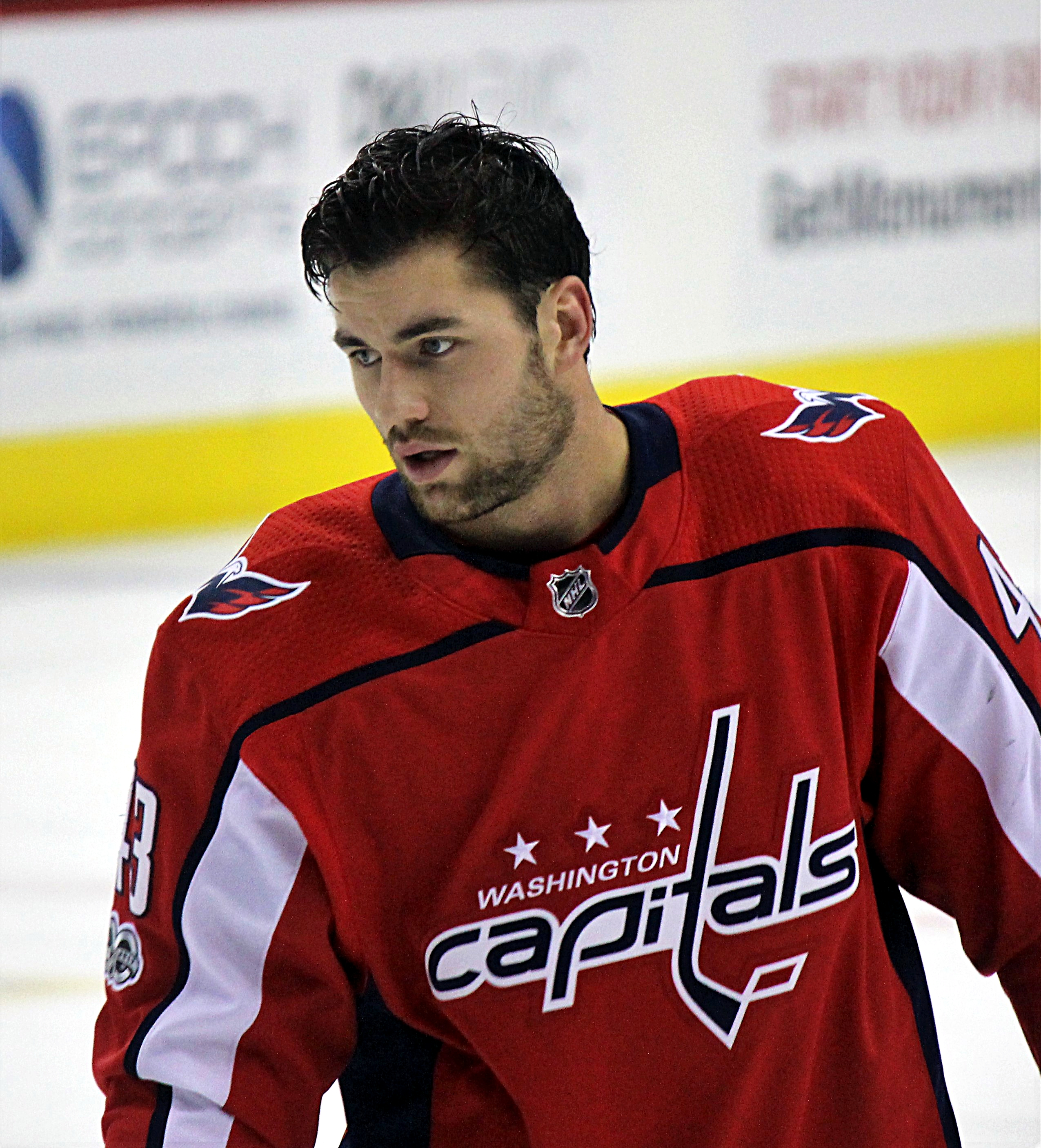
Tom Wilson

## Staben
Uppdaterat: 9 juli 2024
| Yrkestitel                         | Namn            |
| ---------------------------------- | --------------- |
| President för ishockeyverksamheten | Brian MacLellan |
| General manager                    | Chris Patrick   |
| Assisterande general manager       | Don Fishman     |
|                                    | Ross Mahoney    |
| Tränare                            | Spencer Carbery |
| Assisterande tränare               | Scott Allen     |
|                                    | Mitch Love      |
|                                    | Kenny McCudden  |
|                                    | Kirk Muller     |
| Målvaktstränare                    | Scott Murray    |
| Videocoach                         | Brett Leonhardt |

## Utmärkelser

### Pensionerade spelarnummer

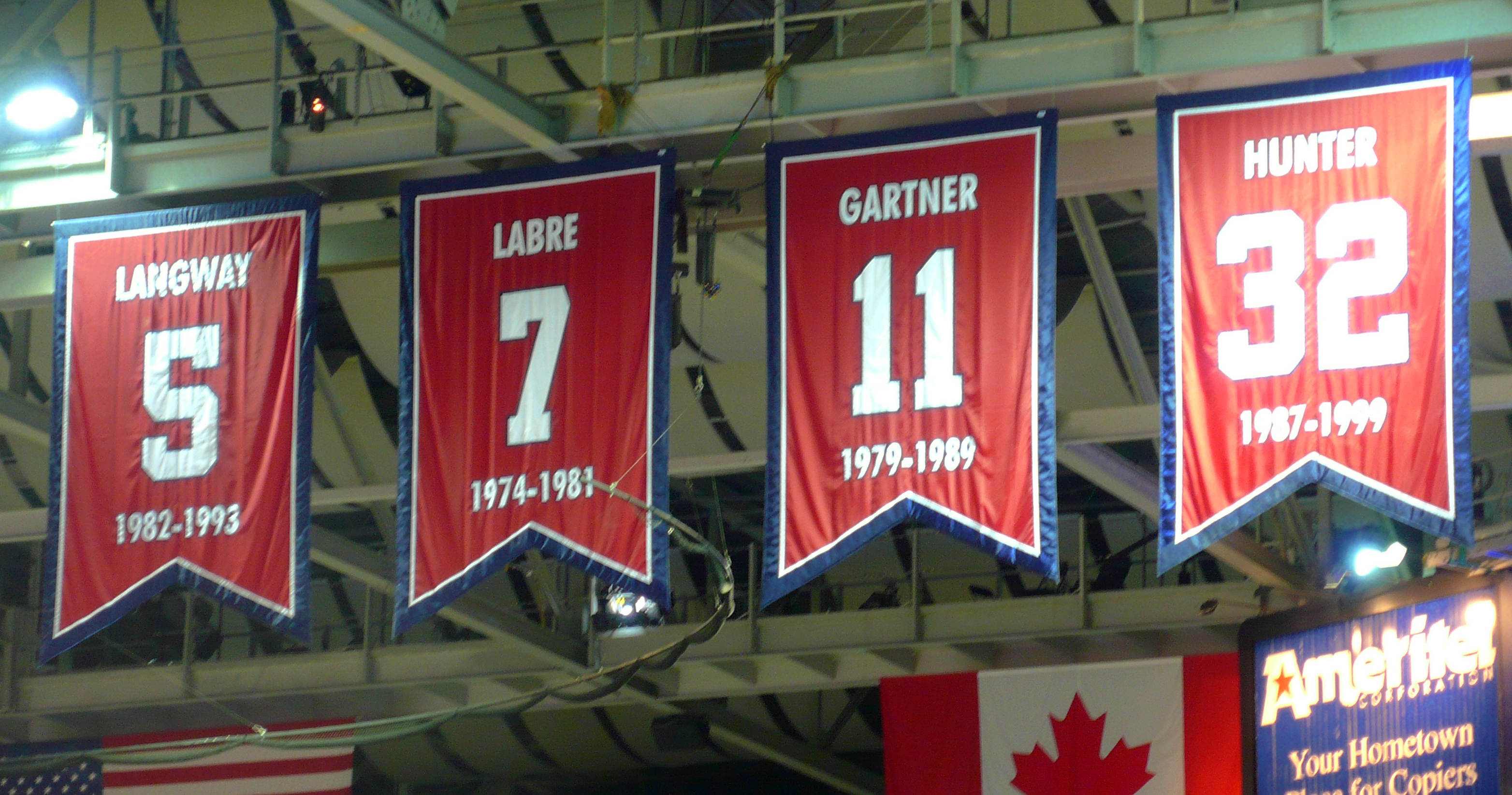
Pensionerade nummer för Rod Langway, Yvon Labre, Mike Gartner och Dale Hunter.

Capitals har pensionerat fyra spelarnummer medan själva ligan har pensionerat ett spelarnummer.
- #5 – Rod Langway 1982–1993
- #7 – Yvon Labre 1974–1980
- #11 – Mike Gartner 1979–1989
- #32 – Dale Hunter 1987–1999
- #99 – Wayne Gretzky (NHL)

### Hall of Famers
Källa: 

#### Spelare
| - Mike Gartner (Invald 2001) - Spelade i Capitals mellan 1979 och 1989. - Rod Langway (Invald 2002) - Spelade i Capitals mellan 1982 och 1993. - Larry Murphy (Invald 2004) - Spelade i Capitals mellan 1983 och 1989. - Scott Stevens (Invald 2007) - Spelade i Capitals mellan 1982 och 1990. | - Dino Ciccarelli (Invald 2010) - Spelade i Capitals mellan 1989 och 1992. - Adam Oates (Invald 2012) - Spelade i Capitals mellan 1996 och 2002. - Sergej Fedorov (Invald 2015) - Spelade i Capitals mellan 2008 och 2009. - Phil Housley (Invald 2015) - Spelade i Capitals mellan 1996 och 1998. |

#### Ledare
Ingen från Capitals har blivit invalda i ledarkategorin.

## General managers
Källa: 
| - Milt Schmidt, 1974–1976 - Max McNab, 1976–1981 - Roger Crozier, 1981–1982 - David Poile, 1982–1997 | - George McPhee, 1997–2014 - Brian MacLellan, 2014–20241 - Chris Patrick |

## Tränare
Källa: 
| - Jim Anderson, 1974–1975 - Red Sullivan, 1975 - Milt Schmidt, 1975 - Tom McVie, 1975–1978 - Danny Belisle, 1978–1979 - Gary Green, 1979–1981 - Roger Crozier, 1981 - Bryan Murray, 1981–1990 - Terry Murray, 1990–1994 - Jim Schoenfeld, 1994–1997 | - Ron Wilson, 1997–2002 - Bruce Cassidy, 2002–2003 - Glen Hanlon, 2003–2007 - Bruce Boudreau, 2007–2011 - Dale Hunter, 2011–2012 - Adam Oates, 2012–2014 - Barry Trotz, 2014–20181 - Todd Reirden, 2018–2020 - Peter Laviolette, 2020–2023 - Spencer Carbery, 2023– |

## Lagkaptener
Källa: 
| - Doug Mohns, 1974–1975 - Bill Clement, 1975–1976 - Yvon Labre, 1976–1978 - Guy Charron, 1978–1979 - Ryan Walter, 1979–1982 - Rod Langway, 1982–1993 - Kevin Hatcher, 1993–1994 - Dale Hunter, 1994–1999 | - Adam Oates, 1999–2001 - Steve Konowalchuk/Brendan Witt, 2001–2002 - Steve Konowalchuk, 2002–2003 - Ingen utsedd lagkapten, 2003–2005 - Jeff Halpern, 2005–2006 - Chris Clark, 2006–2009 - Aleksandr Ovetjkin, 2010–1 |

1 Vann Stanley Cup med Capitals.

## Statistik

### Poängledare

#### Grundserie
Topp tio för mest poäng i klubbens historia. Siffrorna uppdateras efter varje genomförd säsong.

Pos = Position; SM = Spelade matcher; M = Mål; A = Assists; P = Poäng; P/M = Poäng per match * = Fortfarande aktiv i klubben ** = Fortfarande aktiv i NHL
Källa: 
Uppdaterat efter 2020–2021
| Spelare              | Pos | SM   | M   | A   | P    | P/M  |
| Aleksandr Ovetjkin*  | VF  | 1197 | 730 | 590 | 1320 | 1.10 |
| Nicklas Bäckström*   | C   | 1011 | 258 | 722 | 980  | 0.97 |
| Petra Bondra         | HF  | 961  | 472 | 532 | 825  | 0.86 |
| Mike Gartner         | HF  | 758  | 397 | 392 | 789  | 1.04 |
| Michal Pivonka       | C   | 825  | 181 | 418 | 599  | 0.73 |
| Dale Hunter          | C   | 872  | 181 | 375 | 556  | 0.64 |
| Bengt-Åke Gustafsson | RW  | 629  | 196 | 359 | 555  | 0.88 |
| Mike Ridley          | C   | 588  | 218 | 329 | 547  | 0.93 |
| John Carlson*        | B   | 809  | 115 | 407 | 522  | 0.65 |
| Calle Johansson      | B   | 983  | 113 | 361 | 474  | 0.48 |

#### Slutspel
Uppdaterat efter 2020–2021
Källa: 
| Spelare             | Pos | SM  | M   | A  | P    | P/M  |
| Aleksandr Ovetjkin* | VF  | 141 | 71  | 64 | 135' | 0,96 |
| Nicklas Bäckström*  | C   | 133 | 36  | 72 | 108  | 0,81 |
| Dale Hunter         | C   | 100 | 125 | 47 | 72   | 0,72 |
| John Carlson*       | B   | 117 | 18  | 50 | 68   | 0,58 |
| Jevgenij Kuznetsov* | C   | 81  | 27  | 35 | 62   | 0,77 |
| Mike Ridley         | C   | 76  | 19  | 41 | 60   | 0,79 |
| Peter Bondra        | HF  | 73  | 30  | 26 | 56   | 0,79 |
| Michal Pivonka      | C   | 95  | 19  | 36 | 55   | 0,58 |
| Calle Johansson     | B   | 95  | 12  | 42 | 54   | 0,57 |
| Scott Stevens       | B   | 67  | 9   | 44 | 53   | 0,79 |

## Svenska spelare
Uppdaterat: 24 maj 2021
| Målvakter                             | Målvakter | Målvakter | Målvakter | Målvakter | Målvakter | Målvakter  | Målvakter | Målvakter | Målvakter | Målvakter | Målvakter | Målvakter | Målvakter  | Målvakter | Målvakter | Målvakter | Målvakter | Målvakter   |
| Spelare                               | #         | Från      | Till      | Matcher¹  | Vinster¹  | Förluster¹ | Övertid¹  | GAA¹      | SVS%¹     | Nollor¹   | Matcher²  | Vinster²  | Förluster² | Övertid²  | GAA²      | SVS%²     | Nollor²   | Stanley Cup |
| ------------------------------------- | --------- | --------- | --------- | --------- | --------- | ---------- | --------- | --------- | --------- | --------- | --------- | --------- | ---------- | --------- | --------- | --------- | --------- | ----------- |
| [[{{{efternamn}}}\| {{{efternamn}}}]] | 0         | 0         | 0         | 0         | 0         | 0          | 0         | 0,00      | -         | 0         | 0         | 0         | 0          | -         | 0,00      | -         | 0         | 0-->        |

| Utespelare           | Utespelare | Utespelare | Utespelare | Utespelare | Utespelare | Utespelare | Utespelare | Utespelare | Utespelare | Utespelare | Utespelare | Utespelare | Utespelare | Utespelare | Utespelare | Utespelare  |
| Spelare              | Pos        | #          | K/A        | Från       | Till       | Matcher¹   | Mål¹       | Assists¹   | Poäng¹     | PIM¹       | Matcher²   | Mål²       | Assists¹   | Poäng²     | PIM²       | Stanley Cup |
| -------------------- | ---------- | ---------- | ---------- | ---------- | ---------- | ---------- | ---------- | ---------- | ---------- | ---------- | ---------- | ---------- | ---------- | ---------- | ---------- | ----------- |
| Leif Svensson        | B          | 4          |            | 1978       | 1980       | 121        | 6          | 40         | 46         | 6          | 0          | 0          | 0          | 0          | 0          | 0           |
| Rolf Edberg          | C          | 10         |            | 1978       | 1981       | 184        | 45         | 58         | 103        | 24         | 0          | 0          | 0          | 0          | 0          | 0           |
| Bengt-Åke Gustafsson | VF         | 16         |            | 1979       | 1989       | 629        | 195        | 359        | 554        | 196        | 32         | 9          | 19         | 28         | 16         | 0           |
| Roland Stoltz        | HF         | 18         |            | 1981       | 1982       | 14         | 2          | 2          | 4          | 14         | 0          | 0          | 0          | 0          | 0          | 0           |
| Peter Andersson      | VF         | 19         |            | 1983       | 1986       | 160        | 9          | 33         | 42         | 77         | 5          | 0          | 1          | 1          | 2          | 0           |
| Jörgen Pettersson    | VF         | 12         |            | 1985       | 1986       | 47         | 8          | 16         | 24         | 10         | 8          | 1          | 2          | 3          | 2          | 0           |
| Peter Sundström      | HF         | 12         |            | 1987       | 1989       | 111        | 12         | 19         | 31         | 48         | 14         | 2          | 0          | 2          | 6          | 0           |
| Calle Johansson      | B          | 6          | A          | 1989       | 2003       | 983        | 113        | 361        | 474        | 449        | 95         | 12         | 42         | 54         | 42         | 0           |
| Ulf Dahlén           | HF         | 10         |            | 1999       | 2002       | 217        | 53         | 85         | 138        | 22         | 11         | 0          | 2          | 2          | 4          | 0           |
| Josef Boumedienne    | B          | 39, 2      |            | 2002       | 2004       | 43         | 3          | 12         | 15         | 30         | 0          | 0          | 0          | 0          | 0          | 0           |
| Michael Nylander     | C          | 92         |            | 2002 2007  | 2004 2010  | 186        | 37         | 91         | 128        | 100        | 9          | 3          | 2          | 5          | 10         | 0           |
| Andreas Salomonsson  | C          | 16         |            | 2002       | 2003       | 32         | 1          | 4          | 5          | 14         | 0          | 0          | 0          | 0          | 0          | 0           |
| Jonas Johansson      | B          | 45         |            | 2005       | 2006       | 1          | 0          | 0          | 0          | 2          | 0          | 0          | 0          | 0          | 0          | 0           |
| Nicklas Bäckström    | C          | 19         | A          | 2007       | 2025       | 1105       | 271        | 762        | 1033       | 504        | 139        | 38         | 76         | 114        | 62         | 1           |
| Staffan Kronwall     | B          | 44         |            | 2008       | 2009       | 3          | 0          | 0          | 0          | 0          | 0          | 0          | 0          | 0          | 0          | 0           |
| Marcus Johansson     | C          | 90         |            | 2010 2022  | 2017 2023  | 579        | 118        | 206        | 324        | 70         | 75         | 10         | 22         | 32         | 6          | 0           |
| Alexander Urbom      | B          | 34         |            | 2013       | 2014       | 20         | 1          | 1          | 2          | 19         | 0          | 0          | 0          | 0          | 0          | 0           |
| Christian Djoos      | B          | 29         |            | 2017       | 2020       | 110        | 4          | 20         | 24         | 14         | 25         | 0          | 1          | 1          | 4          | 1           |
| Carl Hagelin         | VF         | 62         |            | 2019       | 2022       | 187        | 20         | 46         | 66         | 65         | 20         | 0          | 3          | 3          | 2          | 0           |
| André Burakovsky     | VF         | 95         |            | 2014       | 2019       | 328        | 62         | 83         | 145        | 77         | 56         | 9          | 9          | 18         | 12         | 1           |
| Erik Gustafsson      | B          | 56         |            | 2022       | 2023       | 61         | 7          | 31         | 38         | 21         | 0          | 0          | 0          | 0          | 0          | 0           |
| Axel Jonsson Fjällby | VF         | 71         |            | 2021       | 2022       | 23         | 2          | 2          | 4          | 4          | 0          | 0          | 0          | 0          | 0          | 0           |
| Rasmus Sandin        | B          | 38         |            | 2023       | -          |            |            |            |            |            |            |            |            |            |            |             |
| Hardy Häman Aktell   | B          | 4          |            | 2023       | 2024       | 6          | 0          | 1          | 1          | 2          | 0          | 0          | 0          | 0          | 0          | 0           |
| Gabriel Carlsson     | B          | 18         |            | 2022       | 2023       | 6          | 0          | 2          | 2          | 0          | 0          | 0          | 0          | 0          | 0          | 0           |

¹ = Grundserie
² = Slutspel
Övertid = Vunnit matcher som har gått till övertid. | GAA = Insläppta mål i genomsnitt | SVS% = Räddningsprocent | Nollor = Hållit nollan det vill säga att motståndarlaget har ej lyckats göra mål på målvakten under en match. | K/A = Om spelare har varit lagkapten och/eller assisterande lagkapten | PIM = Utvisningsminuter

## Första draftval
Källa: 
| År   | Spelare                              | Pos.                                 | Medlemsorganisationer                                            | NHL-karriär                                           |                                      |                                      |
| ---- | ------------------------------------ | ------------------------------------ | ---------------------------------------------------------------- | ----------------------------------------------------- | ------------------------------------ | ------------------------------------ |
| 1974 | Greg Joly                            | B                                    | Capitals, Red Wings                                              | 1974–1983                                             | Vald som nummer ett.                 |                                      |
| 1975 | Alex Forsyth                         | C                                    | Capitals                                                         | 1976–1977                                             | Vald som nummer 18.                  |                                      |
| 1976 | Richard Greene                       | B                                    | Capitals, Canadiens, Red Wings, Islanders                        | 1976–1992                                             | Vald som nummer ett.                 |                                      |
| 1976 | Greg Carroll                         | C                                    | Capitals, Red Wings, Whalers                                     | 1978–1980                                             | Vald som nummer 15.                  |                                      |
| 1977 | Robert Picard                        | B                                    | Capitals, Maple Leafs, Canadiens, Jets, Nordiques, Red Wings     | 1977–1990                                             | Vald som nummer tre.                 |                                      |
| 1978 | Ryan Walter                          | C                                    | Capitals, Canadiens, Canucks                                     | 1978–1993                                             | Vald som nummer två.                 |                                      |
| 1978 | Timothy Coulis                       | VF                                   | Capitals, North Stars                                            | 1979–1980, 1983–1986                                  | Vald som nummer 18.                  |                                      |
| 1979 | Mike Gartner                         | HF                                   | Capitals, North Stars, Rangers, Maple Leafs, Coyotes             | 1979–1998                                             | Vald som nummer 17.                  |                                      |
| 1980 | Darren Veitch                        | B                                    | Capitals, Red Wings, Maple Leafs                                 | 1980–1989, 1990–1991                                  | Vald som nummer fem.                 |                                      |
| 1981 | Bobby Carpenter                      | C                                    | Capitals, Rangers, Kings, Bruins, Devils                         | 1981–1999                                             | Vald som nummer tre.                 |                                      |
| 1982 | Scott Stevens                        | B                                    | Capitals, Blues, Devils                                          | 1982–2004                                             | Vald som nummer fem.                 |                                      |
| 1983 | Capitals saknade val i förstarundan. | Capitals saknade val i förstarundan. | Capitals saknade val i förstarundan.                             | Capitals saknade val i förstarundan.                  | Capitals saknade val i förstarundan. | Capitals saknade val i förstarundan. |
| 1984 | Kevin Hatcher                        | B                                    | Capitals, Stars, Penguins, Rangers, Hurricanes                   | 1984–2001                                             | Vald som nummer 17.                  |                                      |
| 1985 | Yvon Corriveau                       | VF                                   | Capitals, Sharks, Whalers                                        | 1985–1994                                             | Vald som nummer 19.                  |                                      |
| 1986 | Jeff Greenlaw                        | VF                                   | Capitals, Panthers                                               | 1986–1988, 1990–1994                                  | Vald som nummer 19.                  |                                      |
| 1987 | Capitals saknade val i förstarundan. | Capitals saknade val i förstarundan. | Capitals saknade val i förstarundan.                             | Capitals saknade val i förstarundan.                  | Capitals saknade val i förstarundan. | Capitals saknade val i förstarundan. |
| 1988 | Reggie Savage                        | C                                    | Capitals, Nordiques                                              | 1990–1991, 1992–1994                                  | Vald som nummer 15.                  |                                      |
| 1989 | Olaf Kölzig                          | MV                                   | Capitals, Lightning                                              | 1989–1990, 1992–2009                                  | Vald som nummer 19.                  |                                      |
| 1990 | John Slaney                          | B                                    | Capitals, Avalanche, Kings, Coyotes, Predators, Penguins, Flyers | 1993–2000, 2001–2002, 2003–2004                       | Vald som nummer nio.                 |                                      |
| 1991 | Pat Peake                            | C                                    | Capitals                                                         | 1993–1998                                             | Vald som nummer 14.                  |                                      |
| 1991 | Trevor Halverson                     | HF                                   | Capitals                                                         | 1998–1999                                             | Vald som nummer 21.                  |                                      |
| 1992 | Sergej Gontjar                       | B                                    | Capitals, Bruins, Penguins, Senators, Stars, Montreal Canadiens  | 1994–2015                                             | Vald som nummer 14.                  |                                      |
| 1993 | Brendan Witt                         | B                                    | Capitals, Predators, Islanders                                   | 1995–2010                                             | Vald som nummer elva.                |                                      |
| 1993 | Jason Allison                        | C                                    | Capitals, Bruins, Kings, Maple Leafs                             | 1993–2003, 2005–2006                                  | Vald som nummer 17.                  |                                      |
| 1994 | Nolan Baumgartner                    | B                                    | Capitals, Blackhawks, Canucks, Penguins, Flyers, Stars           | 1995–1996, 1997–2001, 2002–2004, 2005–2007, 2009–2010 | Vald som nummer tio.                 |                                      |
| 1994 | Aleksandr Charlamov                  | HF                                   | (Spelade aldrig i NHL.)                                          | (Spelade aldrig i NHL.)                               | Vald som nummer 15.                  |                                      |
| 1995 | Brad Church                          | B                                    | Capitals                                                         | 1997–1998                                             | Vald som nummer 17.                  |                                      |
| 1995 | Miika Elomo                          | HF                                   | Capitals                                                         | 1999–2000                                             | Vald som nummer 23.                  |                                      |
| 1996 | Aleksandr Voltjkov                   | VF                                   | Washington Capitals                                              | 1999–2000                                             | Vald som nummer fyra.                |                                      |
| 1996 | Jaroslav Svejkovský                  | HF                                   | Capitals, Lightning                                              | 1996–2000                                             | Vald som nummer 17.                  |                                      |
| 1997 | Nick Boynton                         | B                                    | Bruins, Coyotes, Panthers, Ducks, Blackhawks, Flyers             | 1999–2011                                             | Vald som nummer nio.                 |                                      |
| 1998 | Capitals saknade val i förstarundan. | Capitals saknade val i förstarundan. | Capitals saknade val i förstarundan.                             | Capitals saknade val i förstarundan.                  | Capitals saknade val i förstarundan. | Capitals saknade val i förstarundan. |
| 1999 | Kristopher Beech                     | C                                    | Capitals, Penguins, Predators, Blue Jackets, Canucks             | 2000–2008                                             | Vald som nummer sju.                 |                                      |
| 2000 | Brian Sutherby                       | C                                    | Capitals, Ducks, Stars                                           | 2001–2011                                             | Vald som nummer 26.                  |                                      |
| 2001 | Capitals saknade val i förstarundan. | Capitals saknade val i förstarundan. | Capitals saknade val i förstarundan.                             | Capitals saknade val i förstarundan.                  | Capitals saknade val i förstarundan. | Capitals saknade val i förstarundan. |
| 2002 | Steve Eminger                        | B                                    | Capitals, Flyers, Lightning, Panthers, Ducks, Rangers            | 2002–2013                                             | Vald som nummer 12.                  |                                      |
| 2002 | Aleksandr Siomin                     | VF                                   | Capitals, Hurricanes, Canadiens                                  | 2003–2004, 2006–2016                                  | Vald som nummer 13.                  |                                      |
| 2002 | Boyd Gordon                          | HF                                   | Capitals, Phoenix Coyotes, Oilers, Arizona Coyotes, Flyers       | 2003–2017                                             | Vald som nummer 17.                  |                                      |
| 2003 | Eric Fehr                            | HF                                   | Capitals, Jets, Penguins, Maple Leafs, Sharks, Wild              | 2005–2019                                             | Vald som nummer 18.                  |                                      |
| 2004 | Aleksandr Ovetjkin                   | VF                                   | Capitals                                                         | 2005–                                                 | Vald som nummer ett.                 |                                      |
| 2004 | Jeff Schultz                         | B                                    | Capitals, Kings                                                  | 2006–2016                                             | Vald som nummer 27.                  |                                      |
| 2004 | Mike Green                           | B                                    | Capitals, Red Wings, Oilers                                      | 2005–2020                                             | Vald som nummer 29.                  |                                      |
| 2005 | Sasha Pokulok                        | B                                    | (Spelade aldrig i NHL.)                                          | (Spelade aldrig i NHL.)                               | Vald som nummer 14.                  |                                      |
| 2005 | Joe Finley                           | B                                    | Sabres, Islanders                                                | 2011–2013                                             | Vald som nummer 27.                  |                                      |
| 2006 | Nicklas Bäckström                    | C                                    | Capitals                                                         | 2007–                                                 | Vald som nummer fyra.                |                                      |
| 2006 | Semjon Varlamov                      | MV                                   | Capitals, Avalanche, Islanders                                   | 2008–                                                 | Vald som nummer 23.                  |                                      |
| 2007 | Karl Alzner                          | B                                    | Capitals, Canadiens                                              | 2008–2020                                             | Vald som nummer fem.                 |                                      |
| 2008 | Anton Gustafsson                     | C                                    | (Har ännu inte spelat i NHL.)                                    | (Har ännu inte spelat i NHL.)                         | Vald som nummer 21.                  |                                      |
| 2008 | John Carlson                         | B                                    | Capitals                                                         | 2009–                                                 | Vald som nummer 27.                  |                                      |
| 2009 | Marcus Johansson                     | C                                    | Capitals, Devils, Bruins, Sabres, Wild                           | 2010–                                                 | Vald som nummer 24.                  |                                      |
| 2010 | Jevgenij Kuznetsov                   | HF                                   | Capitals                                                         | 2014–                                                 | Vald som nummer 26.                  |                                      |
| 2011 | Capitals saknade val i förstarundan. | Capitals saknade val i förstarundan. | Capitals saknade val i förstarundan.                             | Capitals saknade val i förstarundan.                  | Capitals saknade val i förstarundan. | Capitals saknade val i förstarundan. |
| 2012 | Filip Forsberg                       | HF                                   | Predators                                                        | 2013–                                                 | Vald som nummer elva.                |                                      |
| 2012 | Tom Wilson                           | HF                                   | Capitals                                                         | 2013–                                                 | Vald som nummer 16.                  |                                      |
| 2013 | André Burakovsky                     | VF                                   | (Capitals, Avalanche)                                            | 2014–                                                 | Vald som nummer 23.                  |                                      |
| 2014 | Jakub Vrána                          | VF                                   | Capitals, Red Wings                                              | 2016–                                                 | Vald som nummer 13.                  |                                      |
| 2015 | Ilja Samsonov                        | MV                                   | Capitals                                                         | 2018–                                                 | Vald som nummer 22.                  |                                      |
| 2016 | Lucas Johansen                       | B                                    | (Har ännu inte spelat i NHL.)                                    | (Har ännu inte spelat i NHL.)                         | Vald som nummer 28.                  |                                      |
| 2017 | Capitals saknade val i förstarundan. | Capitals saknade val i förstarundan. | Capitals saknade val i förstarundan.                             | Capitals saknade val i förstarundan.                  | Capitals saknade val i förstarundan. | Capitals saknade val i förstarundan. |
| 2018 | Aleksandr Aleksejev                  | B                                    | (Har ännu inte spelat i NHL.)                                    | (Har ännu inte spelat i NHL.)                         | Vald som nummer 31.                  |                                      |
| 2019 | Connor McMichael                     | C                                    | Capitals                                                         | 2021–                                                 | Vald som nummer 25.                  |                                      |
| 2020 | Hendrix Lapierre                     | C                                    | (Har ännu inte spelat i NHL.)                                    | (Har ännu inte spelat i NHL.)                         | Vald som nummer 22.                  |                                      |